# Tinodontidae
De Tinodontidae zijn een familie van uitgestorven zoogdieren, endemisch in wat nu Noord-Amerika, Azië, Europa en Afrika zou zijn tijdens het Jura en het Krijt.

## Taxonomie
De Tinodontidae werden benoemd door Othniel Charles Marsh in 1887. Ze werd toegewezen aan Mammalia door Marsh (1887); en naar de Symmetrodonta door McKenna en Bell (1997). Meer recentelijk zijn ze gevonden als meer basaal dan symmetrodonten, hoewel ze nog steeds binnen de kroongroep van de zoogdieren vallen.

## Beschrijving
Bij de Tinodontidae zijn de knobbels van de kiezen gegroepeerd in een stompe driehoek waarbij die van het ondergebit gespiegeld zijn ten opzichte van het bovengebit. Daarin zouden ze voorlopers kunnen zijn van modernere zoogdieren maar het zou ook een onafhankelijk verworven kenmerk kunnen zijn.